# Rosemary's Baby (film)
Ne doit pas être confondu avec Rosemary's Baby (mini-série).
Cet article concerne le film de Roman Polanski. Pour le roman d'Ira Levin, voir Rosemary's Baby.
Pour les articles homonymes, voir Rosemary's Baby.
Série Rosemary's Baby
Qu'est-il arrivé au bébé de Rosemary ?
(1976)
Pour plus de détails, voir Fiche technique et Distribution.
Rosemary's Baby, ou Le Bébé de Rosemary au Québec, est un film d'horreur fantastique dramatique américain réalisé par Roman Polanski, sorti en 1968. C'est une adaptation cinématographique du roman Un bébé pour Rosemary d'Ira Levin, paru en 1967.
Le film suit une jeune femme enceinte dans Manhattan qui suspecte ses voisins, plus âgés, de vouloir lui voler son bébé pour l'utiliser dans un culte satanique. Le film traite de thèmes comme la paranoïa, la libération de la femme, le catholicisme et les sciences occultes.
Le film est inscrit en 2014 au National Film Registry pour être conservé à la bibliothèque du Congrès comme étant culturellement, historiquement ou esthétiquement signifiant.
Il est suivi par une suite sous forme de téléfilm, intitulée Qu'est-il arrivé au bébé de Rosemary ?, réalisée par Sam O'Steen et diffusée sur ABC en 1976. Patty Duke Astin y reprend le rôle de Rosemary et Ruth Gordon celui de Minnie Castevet. Une préquelle, intitulée Apartment 7A, est prévue en 2024.

## Synopsis

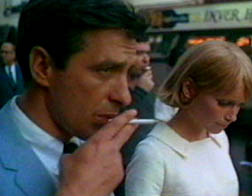
John Cassavetes et Mia Farrow, les deux acteurs principaux du film

En 1965, un jeune couple, Rosemary et Guy Woodhouse, s'installe pour un loyer modique dans un spacieux appartement de la célèbre maison Bramford, un vieux bâtiment de Manhattan assez inquiétant du fait de la réputation sinistre de certains résidents d'autrefois.
Rosemary est une femme heureuse, qui se consacre totalement à sa maison et à son mari de qui elle souhaiterait avoir un bébé. Guy, de son côté, voudrait devenir un acteur reconnu mais sa carrière peine à démarrer. À la suite de circonstances bizarres, les Woodhouse deviennent amis avec Roman et Minnie Castevet, un couple d'âge avancé, qui vit au même étage qu'eux et qui se transforme en « parents » de substitution à l'égard de Rosemary et Guy.
Une nuit, Rosemary a des hallucinations et fait un cauchemar. Elle rêve qu'elle est violée par le diable en personne devant Guy, les Castevets, et d'autres locataires de Bramford. Quand elle se réveille, elle trouve des égratignures sur son corps. Guy lui dit qu'il l’a littéralement violée pendant la nuit car il ne voulait pas laisser passer l'occasion pour elle de concevoir. Elle découvre peu après qu'elle est enceinte avec un terme au 28 juin 1966.
Alors que sa grossesse se développe, Rosemary sent naître certaines craintes. Elle a de graves malaises au début de sa grossesse, malaises que le docteur Sapirstein, médecin réputé que les Castevet lui ont recommandé, minimise. Rosemary commence aussi à trouver oppressantes les attentions que les Castevet et leurs amis lui portent. Dans le même temps, la carrière de Guy a fait un bond en avant puisqu'il a repris le rôle d'un comédien, frappé d'une soudaine cécité.
Les indices se succédant, Rosemary est persuadée que ses voisins, avec la complicité de Guy et du docteur Sapirstein, veulent du mal à son bébé. Ensuite, un vieil ami de Rosemary, Edward Hutchins, rencontre Roman Castevet lors d'une visite à Rosemary. Edward est défavorablement impressionné par cette rencontre et indique à Rosemary qu'il la recontactera bientôt. Mais Edward tombe dans le coma peu après et meurt. Grace, une vieille amie d'Edward qui l'a veillé jusqu'à sa mort, remet à Rosemary, selon le souhait de ''Hutch'', un livre intitulé Tous des sorciers. Alors que l'accouchement approche, les doutes de Rosemary sont à leur paroxysme, mais ses doutes ne sont-ils pas le fruit de son imagination ? Est-elle folle ? Ou s'agirait-il d'une inquiétante conspiration ?

## L’enfant a ses yeux: bébés démoniaques
Dans « Rosemary's baby » de Roman Polanski, un film d’horreur psychologique sorti en 1968, on aborde de manière complexe des sujets comme ceux de la domesticité, de l’abjection de la grossesse et des angoisses culturelles entourant les rôles sociétaux des femmes. L’œuvre de Polanski met souvent en scène des personnages féminins isolés dans l’affreux chaos de la folie. Ici, il utilise le thème de la grossesse monstrueuse et de la venue au monde pour un effet troublant. L’enfant de Rosemary devient un catalyseur de terreur. Au fur et à mesure que le récit se déroule, la paranoïa grandissante de Rosemary sert de catalyseur, la conduisant à travers un labyrinthe de mensonges et de traîtrises jusqu’à ce qu’elle se retrouve piégée, maternisant un être monstrueux.
La monstruosité du film se manifeste dans la trahison et la manipulation que Rosemary subit aux mains de ceux en qui elle a confiance, en particulier son mari et ses voisins. L’enfermement de Rosemary dans le domaine domestique la rend vulnérable aux machinations du culte satanique, facilitées par la trahison et la manipulation de son mari. La perte progressive d’autonomie de Rosemary sur son propre corps et sa vie sert d’autre aspect de monstruosité. Elle est droguée, contrôlée et finalement violée, faisant écho aux thèmes de l’invasion corporelle et de l’horreur. Tout au long du film, elle est constamment manipulée, insultée et trompée, abaissant sa garde aux attentes de la société. Rosemary perd une partie de son identité aux mains de cette idéologie sexiste. La grossesse de Rosemary correspond à une invasion de son corps qui la maintient dans un rôle traditionnel, celui d’une femme blanche de la classe moyenne. Elle a vécu une expérience restreinte à la sphère domestique féminine - accomplissant des tâches ménagères et discutait avec d’autres femmes (voisins du culte satanique) dans les pièces de la maison qu’elle occupait (cuisine, salon et buanderie). Rosemary a subi un viol conjugal car Guy, son mari, a passé un accord avec le diable et a vendu l'âme de sa femme pour avancer sa carrière d’acteur. Le film dépeint la grossesse comme une force puissante capable de transformer des individus ordinaires en monstres. Par exemple, le mari a sacrifié la vie de Rosemary pour assurer la survie de leur progéniture. Cela illustre comment nos instincts égoïstes peuvent nous pousser à commettre des actes atroces pour assurer la survie de notre progéniture. Le film aborde les thèmes du genre et du pouvoir, en particulier en ce qui concerne le contrôle patriarcal exercé sur le corps et les capacités de reproduction de Rosemary. L’idée d’une femme donnant naissance à l’enfant du diable peut être considérée comme une subversion des rôles et des attentes traditionnels de genre, soulignant les conséquences monstrueuses de l’oppression patriarcale.
Polanski souligne l’horreur des grossesses en exagérant les aspects familiers et inconnus, tels que la douleur anormale que Rosemary a ressentie pendant sa grossesse. Son bébé est également abject parce qu’il est biologiquement le sien tout en étant entièrement un autre être. Il est familier parce qu’il est physiquement attaché à elle, mais inconnu parce qu’il est le rejeton du Diable. Tout bien considéré, "Rosemary’s Baby" présente un examen multidimensionnel de la maternité et des bébés maléfiques. Le film montre comment la parentalité peut corrompre les gens ordinaires et soulever des doutes sur l’existence du mal chez les nourrissons. Malgré les mauvaises actions commises par ceux qui l’entourent, la protagoniste, Rosemary Woodhouse, porte toujours de l’affection pour son enfant. Elle montre de la tendresse envers son bébé, exprimant son inquiétude au sujet de quelqu’un secouant le berceau trop durement. Cela indique que peu importe l’origine ou le comportement du bébé, les mères peuvent toujours se sentir attachées à leur progéniture, incapables de les abandonner entièrement. Peut-être la mère est la seule personne qui peut regarder au-delà de la nature sinistre de l'enfant. Soit, en raison de l'instinct maternel et/ou des attentes sociétales sur une femme d’accepter son enfant comme il est. Le rendu cinématographique de la grossesse abjecte de Polanski est particulièrement puissant, accentué par la détérioration physique et émotionnelle de Rosemary et la douleur anormale qu’elle endure. L’enfant, à la fois familier et inconnu, incarne l’horreur de l’étrange, brouillant les frontières entre l’instinct maternel et la peur existentielle.
En outre, le film interroge de manière provocante les origines du mal chez les enfants, en puisant dans les peurs primaires et les angoisses sociétales. Les forces malveillantes en jeu dans le complexe d’appartements symbolisent une crainte collective de la progéniture monstrueuse et les sinistres courants sous-jacents de la nature humaine. Le corps maternel peut être soumis à l’abjection et devenir une source d’horreur en représentant un bébé maléfique et monstrueux. La grossesse est une "division littérale de la chair" et une "multiplication de l’identité." La présence du fœtus dans le corps de la femme enceinte est à la fois une partie et une altérité du sujet. Cet état liminal de l’être peut créer la peur, le dégoût et la terreur au sein de la future mère et de la société en général. La monstruosité est liée à l’illustration des bébés mauvais parce qu’un enfant qui ne rentre pas dans la compréhension normative des humains peut être considéré comme un monstre, ce qui est ce qui se passe dans ce film. L’inattendu, l’inhabituel et l’inconnu peuvent tous contribuer à la notion de monstruosité, la représentation de la grossesse d’un bébé sinistre comme source d’horreur du film est un exemple clair de la façon dont ces concepts ont été liés à la monstruosité dans la culture populaire.
De plus, les phénomènes des enfants méchants sont un reflet convaincant des préoccupations sociétales concernant le concept de monstruosité par rapport aux enfants. Alors que certains pourraient supposer que les nouveau-nés sont naturellement innocents, "Rosemary’s Baby" implique que le mal pourrait provenir de facteurs environnementaux. L’un des aspects les plus troublants de "Rosemary’s Baby" est la façon dont le mal est dépeint comme banal et ordinaire. La façade apparemment normale et amicale des voisins et du mari de Rosemary masque leurs véritables intentions sinistres, soulignant l’idée que la monstruosité peut se cacher sous la surface de la vie quotidienne. Le complexe d’appartements avait une histoire troublante : Trench Sisters qui mangeaient de jeunes enfants, Adrian, une sorcière qui tuait les gens dans les corridors et le culte satanique. L’endoctrinement du bébé dans une idéologie sectaire souligne l’exploration thématique du film sur la malléabilité de l’innocence et la nature insidieuse du mal. Plus précisément, le bébé dans le film est élevé par les membres du coven pour le considérer comme une entité divine méritant adoration et révérence. Par conséquent, l’enfant grandira en croyant en son statut supérieur et commettra des crimes odieux sans aucun regret. L’idée d’un enfant démoniaque incarne la forme ultime de la monstruosité, brouillant les lignes entre les entités humaines et surnaturelles.

## Fiche technique
- Titre original et français : Rosemary's Baby
- Titre québécois : Le Bébé de Rosemary
- Réalisation : Roman Polanski
- Scénario : Roman Polanski, d'après le roman Un bébé pour Rosemary d'Ira Levin
- Photographie : William A. Fraker (crédité William Fraker)
- Décors : Richard Sylbert
- Costumes : Anthea Sylbert
- Son : Harold Lewis
- Musique : Krzysztof Komeda (crédité Christopher Komeda)
- Montage : Sam O'Steen, Bob Wyman
- Production : William Castle
- Distribution : Paramount Pictures
- Pays d'origine :  États-Unis
- Langue originale : anglais
- Budget : 2 300 000 USD
- Format : Technicolor — 35 mm — 1,85:1
- Genre : thriller, fantastique, horreur, drame
- Durée : 136 minutes
- Dates de sortie[6] :
  - États-Unis : 12 juin 1968
  - France : 17 octobre 1968
- Film interdit aux moins de 12 ans lors de sa sortie en France.

## Distribution
- Mia Farrow (VF : Nicole Favart) : Rosemary Woodhouse
- John Cassavetes (VF : Jean-François Calvé) : Guy Woodhouse
- Ruth Gordon (VF : Madeleine Barbulée) : Minnie Castevet
- Sidney Blackmer (VF : Jean Ozenne) : Roman Castevet
- Maurice Evans (VF : William Sabatier) : Hutch
- Ralph Bellamy (VF : Henri Nassiet) : le Dr Sapirstein
- Victoria Vetri (VF : Michèle Montel[réf. nécessaire]) : Terry (comme Angela Dorian)
- Patsy Kelly (VF : Lita Recio) : Laura-Louise
- Elisha Cook Jr. (VF : Roger Rudel) : M. Nicklas
- Emmaline Henry : Elise Dunstan
- Charles Grodin (VF : Bernard Woringer) : le Dr Hill
- Hanna Landy : Grace Cardiff
- Philip Leeds : le Dr Shand
- D'Urville Martin : Diego
- Hope Summers : Mme Gilmore
- Marianne Gordon (en) et Wende Wagner : des amies de Rosemary

Acteurs non crédités (par ordre alphabétique)
- Rutanya Alda : réceptionniste du Dr Hill (voix)
- Walter Baldwin : M. Wess
- Roy Barcroft : homme ensoleillé
- William Castle : homme à côté de la cabine téléphonique (caméo)
- Tony Curtis (VF : Jean-Claude Michel) : Donald Baumgart (voix)
- John Halloran : un mécanicien
- Jean Inness : sœur Agnes
- Floyd Mutrux : un homme à la fête
- Robert Osterloh : M. Fountain
- George R. Robertson : Lou Comfort
- George Savalas : un ouvrier
- Almira Sessions : Mme Sabatini

## Production

### Distribution
Pour le rôle de Rosemary, les producteurs avaient songé à Tuesday Weld, Jane Fonda, Julie Christie, Elizabeth Hartman et Joanna Pettet. Polanski espérait qu'on lui suggère le nom de sa femme Sharon Tate. On a souvent pu lire que celle-ci apparaissait néanmoins dans le film dans le rôle de l'une des invitées de Rosemary lorsque celle-ci organise une fête dans son appartement, mais la participation de Sharon Tate dans ce film n'a jamais pu être prouvée.
Pour le rôle de Guy Woodhouse, les noms de Richard Chamberlain, Robert Redford, Jack Nicholson et Warren Beatty ont été suggérés.
La voix de Donald Baumgart au téléphone est en fait celle de Tony Curtis. Mia Farrow, qui ignorait à qui appartenait la voix durant le tournage de la scène, en reconnut néanmoins le timbre sans pouvoir mettre un nom sur elle. L'effet voulu par l'équipe était de déstabiliser l'actrice afin de l'aider à paraître plus mal à l'aise encore durant l'échange téléphonique.
C'est le producteur William Castle qui joue le rôle de l'homme qui attend devant la cabine téléphonique pendant que Rosemary téléphone au Docteur Hill.

### Tournage

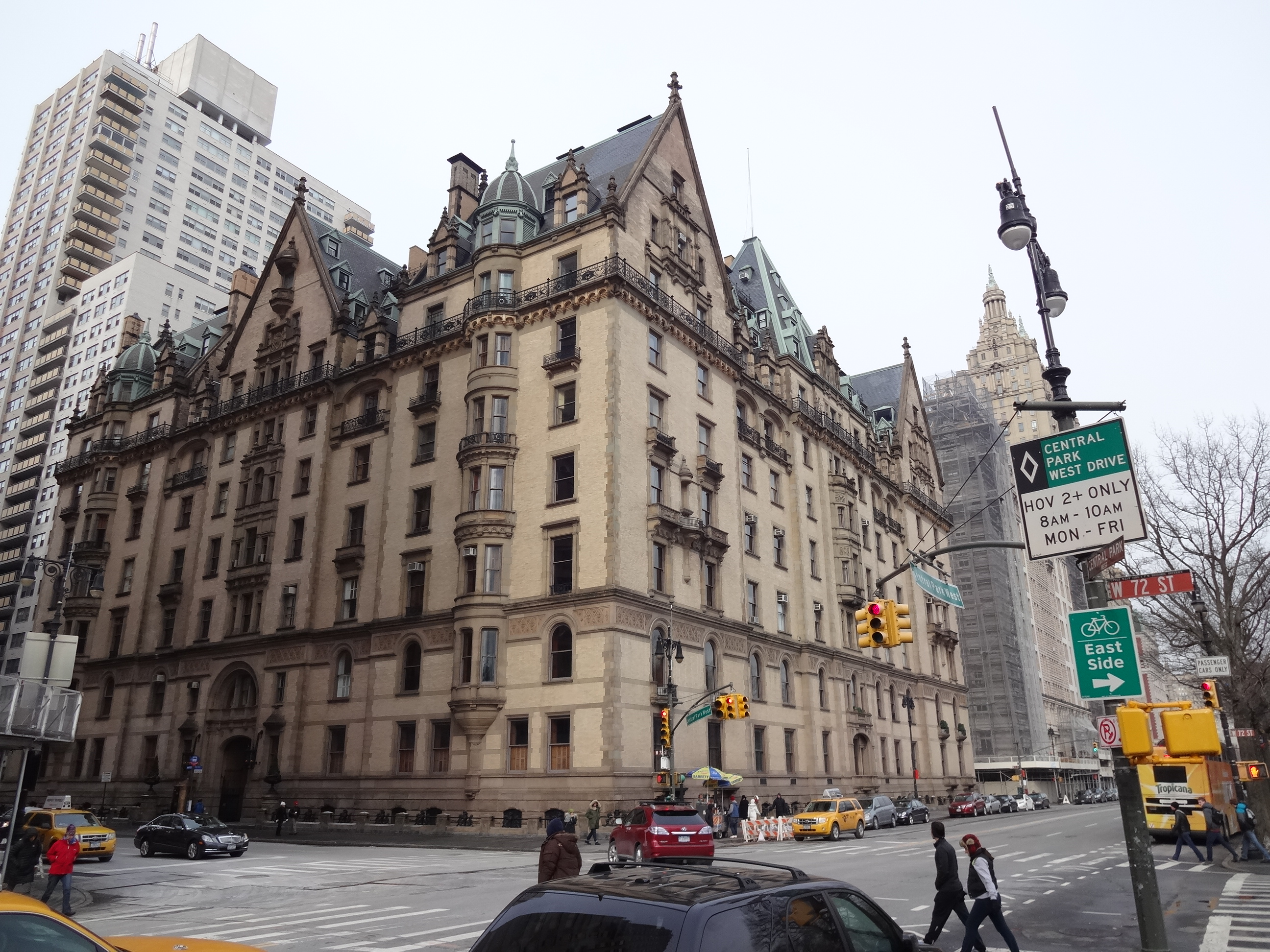
Le Dakota Building, véritable lieu de tournage du film

Le tournage s'est déroulé du 21 août au 6 décembre 1967. Le Bramford, immeuble où se déroule l'histoire, s'appelle en réalité le Dakota Building, il est situé à l'angle de la 72e Rue et de Central Park West à New York. John Lennon y a habité plusieurs années et a été assassiné devant cet immeuble le 8 décembre 1980. Les scènes intérieures ont été tournées dans un studio Paramount à Los Angeles. Les scènes extérieures ont été tournées à New York dont quelques-unes devant le Dakota Building.
C'est pendant le tournage de ce film que Mia Farrow a reçu les papiers de divorce de son premier mari, Frank Sinatra.
C'est aussi elle qui chantonne pendant le générique au début et à la fin du film.
Il s'agit du premier film hollywoodien de Roman Polanski. C'est dans ce film qu'est prononcé pour la première fois le mot « shit » (merde) dans une production américaine. Dans une scène, Rosemary dit à Terry Ginoffrio (Angela Dorian) que son visage lui fait penser à celui de l'actrice Victoria Vetri. Or Victoria Vetri est le véritable nom d'Angela Dorian.

## Distinctions
Le film est inscrit en 2014 au National Film Registry pour être conservé à la bibliothèque du Congrès.

### Récompenses
- Oscars 1969 : meilleure actrice dans un second rôle pour Ruth Gordon[9]
- Golden Globes 1969 : meilleure actrice dans un second rôle pour Ruth Gordon
- Prix David di Donatello 1969 : meilleure actrice étrangère pour Mia Farrow, meilleur réalisateur étranger pour Roman Polanski
- Kansas City Film Critics Circle Awards 1969 : meilleur acteur dans un second rôle pour Sidney Blackmer, meilleure actrice dans un second rôle pour Ruth Gordon
- Fotogramas de Plata 1970 : meilleure actrice étrangère pour Mia Farrow
- Prix du Syndicat français de la critique de cinéma 1970 : Prix Léon Moussinac du meilleur film étranger

### Nominations
- Oscars 1969 : meilleur scénario adapté pour Roman Polanski
- Golden Globes 1969 : meilleure actrice d'un film dramatique pour Mia Farrow, meilleure musique pour Krzysztof Komeda, meilleur scénario pour Roman Polanski
- Directors Guild of America Awards 1969 : meilleur réalisateur de film pour Roman Polanski
- Prix Hugo 1969 : meilleur film dramatique
- Prix Edgar-Allan-Poe : meilleur film
- BAFTA Awards 1970 : meilleure actrice pour Mia Farrow

## Impacts dans la culture populaire
- Rosemary's Baby est aussi une chanson du groupe Fantomas qui reprend le chantonnement de Mia Farrow en début et fin de film.
- Une chanson du groupe Interpol fait référence à Rosemary's Baby : Evil de l'album Antics, paru en 2004.
- Dans la seconde saison de la série 30 Rock, le quatrième épisode s'appelle Rosemary's Baby.
- Rosemary's Babies est le nom d'un groupe de rock originaire de Toulouse et actif au début des années 1990[10].
- Le film est cité dans la saison 12 d'American Horror Story. Plusieurs scènes reproduisent le tournage du film notamment la scène de traversée de la route à New York.
- La mélopée du générique a été également utilisée sur un album métal ou progressif sorti en Octobre 1998 intitulé Symphonic Holocaust de Morte Macabre, groupe suédois n'ayant produit que cet unique album. Il reprend plusieurs musiques de films comme The Beyond, The City Of The Living Dead, Beyond the Darkness, Rosemary's Baby (Piste 4) ou encore Cannibal Holocaust.